# Fallen (album For My Pain...)
Fallen, pubblicato nel 2003, è il primo e finora unico album pubblicato dei supergruppo metal For My Pain....
L'album è stato registrato nei Tico-Tico Studio di Kemi, in Finlandia.
I primi tre brani vedono come ospite la cantante Miriam Renvâg.

## Tracce
1. My Wound Is Deeper Than Yours – 3:43
2. Dancer In The Dark – 3:44
3. Queen Misery – 5:23
4. Sea Of Emotions – 3:55
5. Rapture Of Lust – 3:54
6. Broken Days – 4:02
7. Dear Carniwhore – 3:54
8. Bed Of Dead Leaves – 5:00
9. Autumn Harmony – 4:46
10. Tomorrow Is A Closed Gate (Dead For So Long) – 4:49

## Formazione
- Juha Kylmänen - voce (Reflexion)
- Lauri Tuohimaa - chitarra (Charon, Embraze)
- Olli-Pekka Törrö - chitarra (Eternal Tears of Sorrow)
- Altti Veteläinen - basso (Eternal Tears of Sorrow)
- Tuomas Holopainen - tastiera (Nightwish)
- Petri Sankala - batteria (Eternal Tears of Sorrow)